# اوزفندق‌لی (آماسیه)
اوزفندق‌لی (به ترکی استانبولی: Özfındıklı) یک منطقهٔ مسکونی در ترکیه است که در آماسیه واقع شده‌است.